# Slaget om Musa Dagh

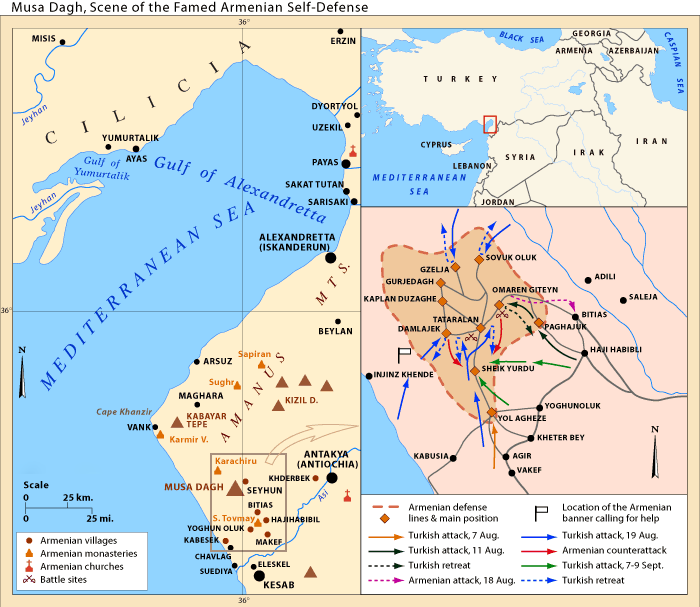
Karta över slaget om Musa Dagh

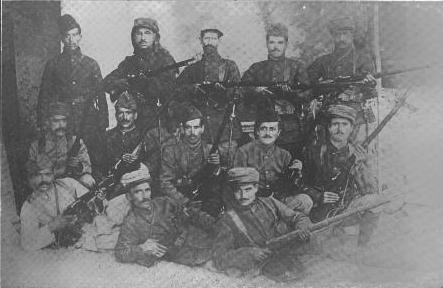
Armeniska motståndsmän på Musa Dagh

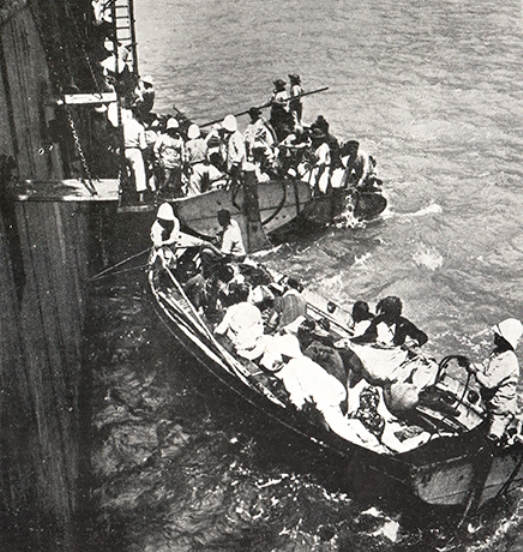
Evakuering av armenier från Musa Dagh

Slaget om Musa Dagh var en episod under det första världskriget och det armeniska folkmordet 1915. Toppen på berget Musa Dagh (Moses berg) blev tillflyktsort i juli 1915 för 4 058 armeniska bybor från de sex armeniska byarna Kabusia (Kaboussieh), Yoghunoluk, Bitias, Vakifli, Kheter Bey (Khodr Bey) och Haji Habibli, på sluttningarna av berget, inför annalkande osmanska trupper. Ett väpnat motstånd med några hundra gevär och omkring 250 försvarare organiserades under ledning av en tidigare osmansk officer, armeniern Moses Ter-Kalousdian.
Flertalet flyktingar på bergstoppen, 3 004 personer, var kvinnor och barn. Det var en av de enbart fyra platser, där armenier organiserade motstånd mot den ungturkiska regeringens dekret med början april 1915 om deportationer av armenier.
De osmanska soldaterna angrep den provisoriska befästningen den 7, 11, 18 och 19 augusti samt den 7-9 september, men slogs tillbaka. 
Till slut, när förnödenheterna var på upphällningen, kunde armenierna den 12 september evakueras på den tunga franska kryssaren Guicher till Port Said, där de levde i flyktingläger till första världskrigets slut. En besättningsmedlem hade sett en armenisk nödsignal i ett träd på bergssluttningen, Efter världskriget kunde flyktingarna återkomma till sina byar, som då under ett tjugotal år ingick i det franskadministrerade mandatområdet Syrien. Byborna i alla byar utom Vakifli lämnade sina hem och flyttade till Anjar i Bekaadalen i Libanon 15-20 juli 1939.
Vistelsen på bergstoppen varade mellan 21 juli och 12 september. Det byggdes ett minnesmärke på toppen av berget 1932, men detta revs av turkiska myndigheter 1939, efter det att området överlämnats av Frankrike till Turkiet.

## BokenDe fyrtio dagarna på Musa Daghav Franz Werfel
Huvudartikel: De fyrtio dagarna på Musa Dagh
Franz Werfel skrev 1933, då bosatt i Wien, den historiska romanen Die vierzig Tage des Musa Dagh. Den publicerades i november 1933 på tyska och utkom i svensk översättning av Bertil Malmberg (De fyrtio dagarna på Musa Dagh) 1935. Den är en litterär gestaltning av slaget om Musa Dagh och dess armeniska ledare Moses Ter-Kalousdian.
MGM planerade 1934 att göra en film baserad på boken med Clark Gable i huvudrollen och började förproduktion. Efter starka påtryckningar av den turkiska regeringen gav MGM:s ägare Louis B. Mayer efter och projektet lades ned 1935.

## Bildgalleri

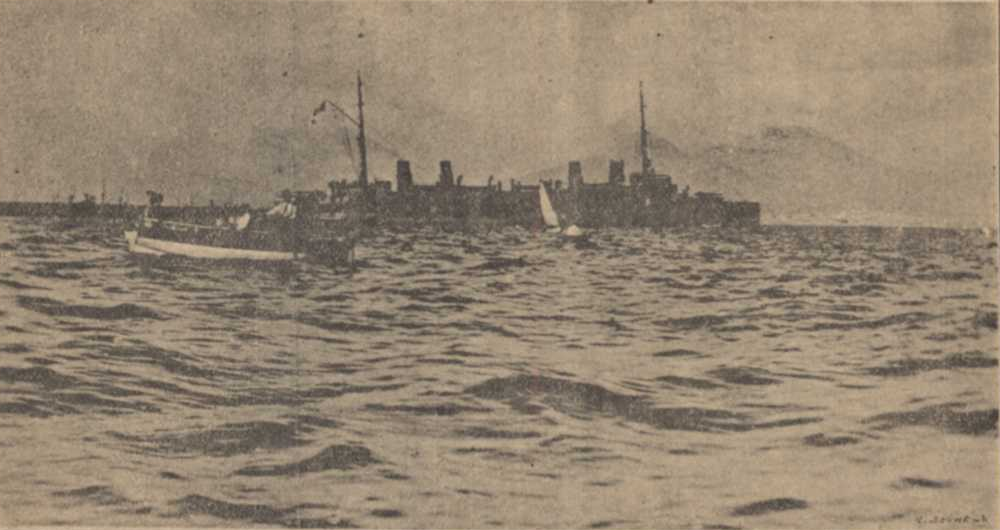
Den franska kryssaren Guicher vid evakueringen
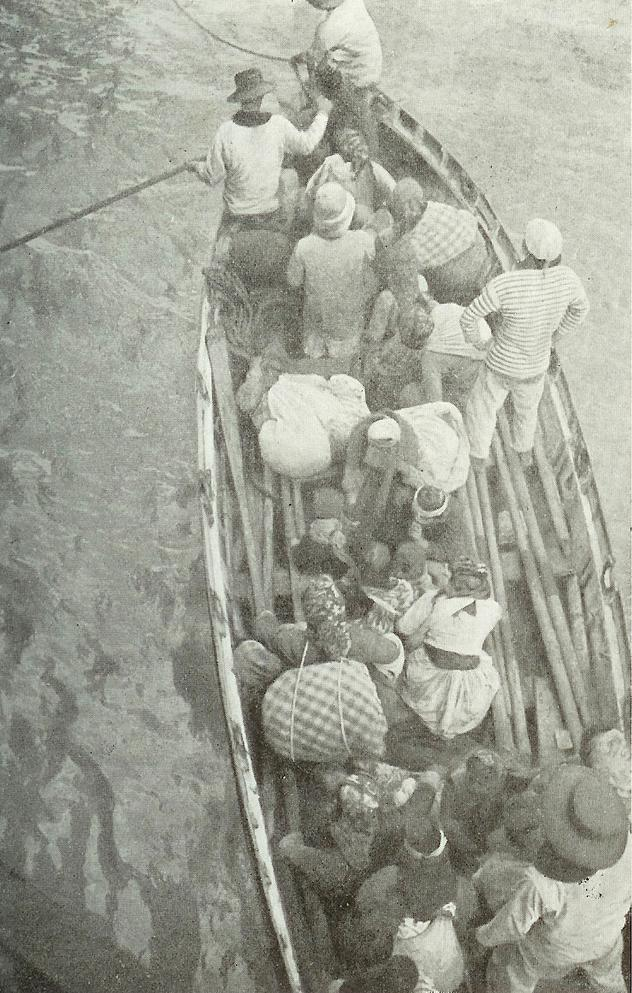
Evakuerade armenier från Musa Dagh på en fransk slup
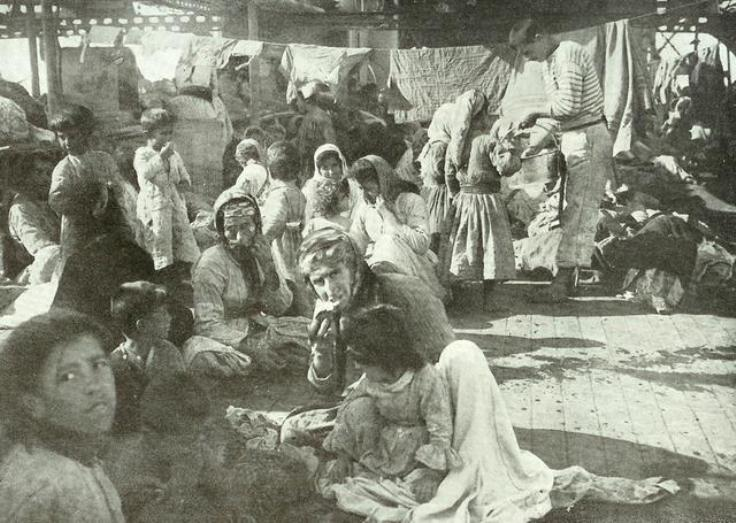
Evakuerade armenier från Musa Dagh ombord på Guicher